# Marítimo Caracas
Club Sport Marítimo, im deutschen Sprachraum bekannt als Marítimo Caracas, war ein Fußballverein aus der venezolanischen Hauptstadt Caracas. Der Verein wurde 1959 gegründet und trug seine Heimspiele im Estadio Brígido Iriarte aus, das Platz bietet für 10.000 Zuschauer. Club Sport Marítimo wurde viermal venezolanischer Fußballmeister und 1995 aufgelöst. Zuletzt gab es Bemühungen, den Verein wieder neu zu gründen.

## Geschichte
Der Klub wurde im Jahre 1959 von portugiesischen Einwanderern in Venezuelas Hauptstadt Caracas gegründet. Die Immigranten stammten von der Inselgruppe Madeira, auf der der Fußballverein Marítimo Funchal beheimatet ist. In Anlehnung an diesen Verein entstand der Vereinsname Club Sport Marítimo, oft auch nur Marítimo Caracas. Zunächst spielte der neu gegründete Verein in unteren Spielklassen des venezolanischen Fußballs lange Jahre ohne wirklichen Erfolg.
Erst 1985 schaffte Club Sport Marítimo durch einen ersten Rang in der Segunda División, der zweithöchsten Liga in Venezuela, den erstmaligen Sprung in die Primera División. In der ersten Liga konnte sich der Verein schnell etablieren und wurde in der zweiten Erstligasaison zum ersten Mal venezolanischer Fußballmeister. Dies gelang noch drei weitere Male, 1987/88, 1989/90 und 1992/93. Ferner konnte in den Jahren 1987 und 1989 der venezolanische Pokalwettbewerb, die Copa Venezuela, gewonnen werden. In seiner erfolgreichsten Zeit nahm Club Sport Marítimo insgesamt fünfmal an der Copa Libertadores, dem wichtigsten Wettbewerb für Vereinsmannschaften in Südamerika, teil. Bei vier der fünf Teilnahmen kam das Aus jedoch bereits in der Gruppenphase, also in der ersten Runde. In der Copa Libertadores 1992 wurde man Dritter in der Gruppe 3 hinter den beiden ecuadorianischen Teams Barcelona SC Guayaquil und Valdez Milagro und vor Universidad de Los Andes FC. Damit war die Gruppenphase überstanden und man spielte im Achtelfinale gegen Atlético Nacional aus Kolumbien, wo man durch ein 0:0 in Caracas und ein 0:3 in Bogotá ausschied. 
Nur wenige Jahre nach dem letzten Meistertitel von Club Sport Marítimo kam der Niedergang des Vereines. Nach starken finanziellen Problemen wurde Club Sport Marítimo im Jahre 1995 aufgelöst und aus dem Vereinsregister gestrichen. In den folgenden Jahren wurde immer wieder an einer Neugründung des Vereins gearbeitet, wobei auch Marítimo Funchal sich um eine Wiederaufnahme des Spielbetriebes von den Partnerverein in Venezuela bemühte. So überlegte man über eine Fusion beider Vereine. Weiterhin wurde ab 2006 ein neuer Trainingsplatz sowie Fußballschulen im Auftrag von Club Sport Marítimo gebaut. In der näheren Zukunft will Club Sport Marítimo wieder in den Ligabetrieb zurückkehren.

## Erfolge
- Primera División: 4× (1986/87, 1987/88, 1989/90, 1992/93)
- Segunda División: 1× (1985)
- Copa Venezuela: 2× (1987, 1989)
- Teilnahme an der Copa Libertadores: 5×

1988: erste Runde
1989: erste Runde
1991: erste Runde
1992: Achtelfinale
1994: erste Runde

## Bekannte Spieler
- Juan Ramón Carrasco
- Pedro Febles
- Josemir Lujambio
- José Manuel Rey
- Waldemar Victorino